# Humlan Djojj
Humlan Djojj är en fiktiv humla och huvudperson i en serie sagor skapade av skådespelaren, dramatikern och författaren Staffan Götestam. Den första berättelsen om Humlan Djojj, Godnatt Djojj!, publicerades 2019 som ljudbok på bland annat Spotify och andra plattformar för ljudböcker. Sedan dess har flera berättelser om Humlan Djojj givits ut som ljudböcker, samtliga inlästa av författaren själv.
Ljudböckerna är dramatiserade med musik och ljudeffekter av Josefine Götestam som även skrivit och sjungit in visorna till Humlan Djojj tillsammans med musikern och artisten Adam Portnoff.
Illustratör Louise Jacobsson skapade den första visuella identiteten av Humlan Djojj. Därefter har illustratören och formgivaren Sara Bäck bearbetat humlans uttryck och skapat de många konvolut tillhörande sagorna och låtarna. 2020 utkom Djojj och sömnmolnet som första fysisk bok om Humlan Djojj med illustrationer av Sara Bäck, utgiven av förlaget My Book Affair.
Berättelserna om Humlan Djojj utspelar sig i svensk natur och syftar bland annat till att lära barn om vikten av att värna om miljön. Sagorna behandlar också ämnen som vänskap, ensamhet och att vara blyg.